# عقلة (بني ضبيان)

تعديل مصدري - تعديل

عقلة هي إحدى قرى عزلة بني ضبيان بمديرية بني ضبيان التابعة لمحافظة صنعاء، بلغ تعداد سكانها 202 نسمة حسب تعداد اليمن لعام 2004.